# حفني وفينحاس

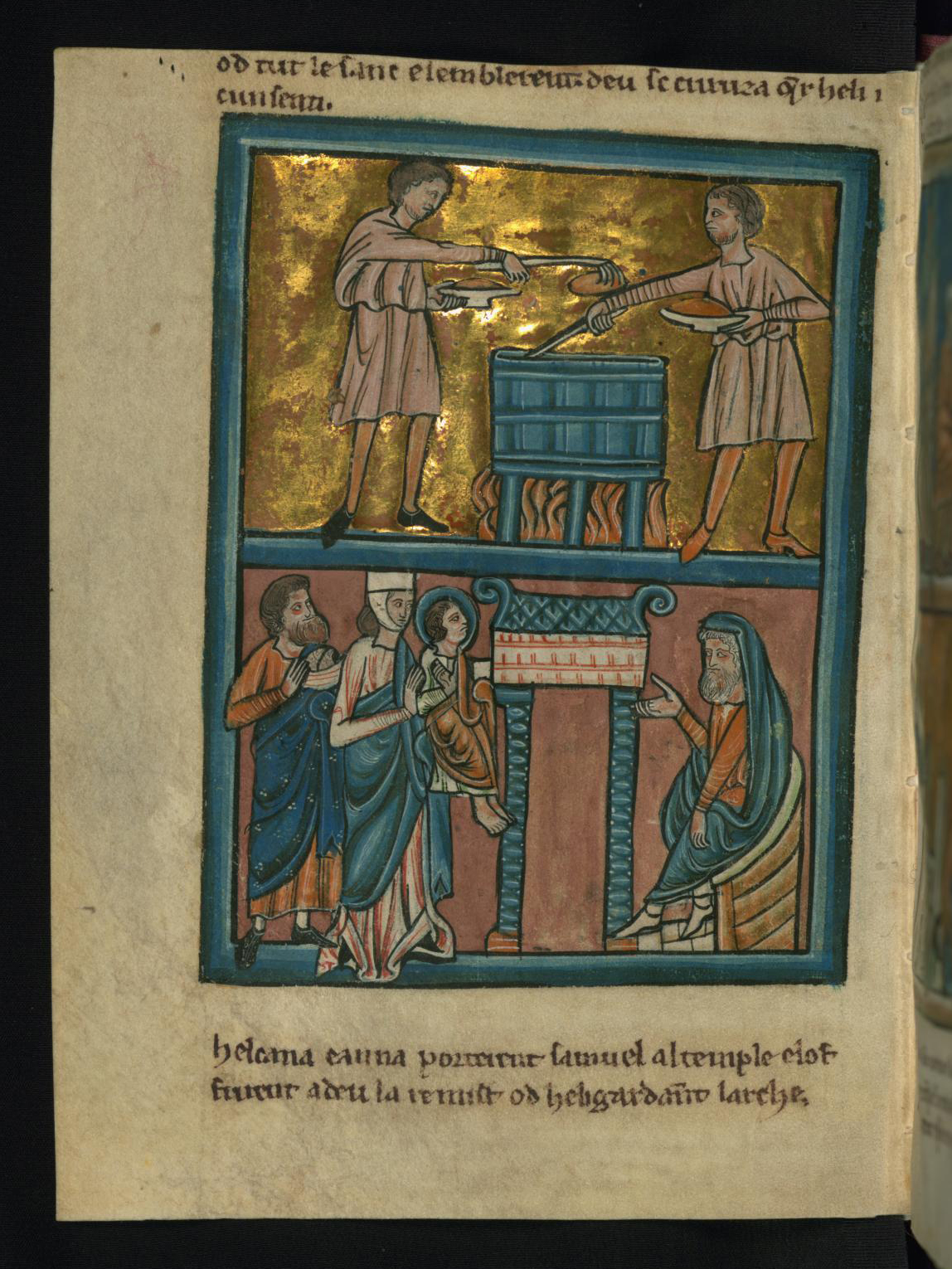
تصوير وليام دي برايلز.

حفني وفينحاس هما ابنا الكاهن الأعظم عالي. يصفهم سفر صموئيل الأول بأنهم الكهنة الحكام في حرم شيلوه في زمن حنة. وفقا ليوسيفوس فلافيوس قام فينحاس بمهام الكاهن الأعظم بسبب كبر عمر والده. كانا يحرسان تابوت العهد في معركة أفيق، وقتلا في المعركة واستولى الفلستيون على التابوت.
في السرد الكتابي يتم انتقاد حفني وفينحاس لانخراطهما في سلوك غير مشروع، مثل الاستيلاء على أفضل القرابين والأضحية لأنفسهم، وإقامة علاقات جنسية مع المرأة التي تخدم المعبد. يوصفهم سفر صموئيل الأول الإصحاح 2: 12 بأنهم «أبناء بليعال» أي أبناء الشيطان، وأن أعمالهم السيئة أثارت غضب الرب وأدت إلى لعنة إلهية على منزل عالي، وماتوا عالي وابنيه حفني وفينحاس وزوجة فينحاس كلهم في نفس اليوم، عندما هزم الفلستيون بني إسرائيل في معركة أفيق بالقرب من أبين عازر؛ وأدى خبر هذه الهزيمة إلى موت عالي، وضياع تابوت العهد، وأنجبت زوجة فينحاس ابنًا أسمته إيخابود، ثم توفيت.
في التلمود يجادل بعض المعلقين بأن فينحاس كان بريئًا من الجرائم المنسوبة إليه وأن حفني وحده ارتكبها، على الرغم من أن جوناثان بن عزيئيل يعلن أنه لم يكن شريرًا، وأن هذا الجزء من الرواية الكتابية، والذي يُنسب إلى الجرائم يجب اعتبارها ذات معنى رمزي.
وفقا لصموئيل الأول الإصحاح 14: 2، بعد وفاة عالي أصبح أخيطوب الابن الأكبر لفينحاس الكاهن الأعظم الجديد.